# Vigo Photonics
Vigo Photonics (do 2022 Vigo System) – polskie przedsiębiorstwo w formie spółki akcyjnej z siedzibą w Ożarowie Mazowieckim, produkujące przede wszystkim niechłodzone, fotonowe detektory podczerwieni w technologii MOCVD (Metal Organic Chemical Vapor Deposition) dla przemysłu, medycyny i w zakresie techniki wojskowej oraz prowadząca prace badawczo-rozwojowe w dziedzinie techniki podczerwieni.
Firma odwołuje się do tradycji Wojskowej Akademii Technicznej i prac profesora Józefa Piotrowskiego nad fotonowymi detektorami dalekiej podczerwieni oraz osiągnięć firmy produkcyjnej założonej w 1987, a przekształconej w 1993 w Vigo System Sp. z o.o. W 2002 nastąpiło przekształcenie w spółkę akcyjną. Miało to na celu stworzenie warunków do fuzji kapitałowej z amerykańskim partnerem.
6 sierpnia 2012 na Marsie wylądował łazik marsjański Curiosity, który wyposażony jest m.in. w detektor podczerwieni wyprodukowany w firmie Vigo System
19 października 2016 do powierzchni Marsa w ramach misji badawczej ExoMars dotarł lądownik Schiaparelli, który także był wyposażony w detektor podczerwieni wyprodukowany w firmie Vigo System.
W 2025 spółka otrzymała dofinansowanie przez NCBR z funduszy europejskich na kwotę 430 mln zł na nową linię produkcyjną fotonicznych układów scalonych, z łącznym kosztem inwestycji 878,6 mln zł. 